# Culture des céréales dans l'Antiquité
Cet article présente l'histoire de la culture des céréales dans l'Antiquité.

## Monde antique

### Orge des Grecs rustique et millet des zones arides
L'orge est une des plus anciennes céréales cultivées. Résistante aux contraintes climatiques (sécheresse, froid, chaud), dotée d'un apport calorique plus modeste que le blé, l'orge pousse aussi bien sous les tropiques qu’à 4 500 m d’altitude au Tibet. Bien adaptée au climat méditerranéen du fait de sa rusticité, elle était consommée sous forme de galette ou de bouillie (maza).
L'agriculture en Grèce antique est fondée sur la culture des céréales, marqueur de civilisation : Homère note à propos du cyclope Polyphème que « c'était un monstrueux géant : il ne ressemblait même pas à un homme mangeur de grain (σιτοφάγος / sitophagos) ». Les botanistes grecs comme Théophraste, décrivent l'avoine comme une mauvaise herbe et ignorent le seigle : 90 % des terres céréalières sont consacrées à l'orge, qui constitue l'alimentation de base. Un peu de blé dur (πύρος / pýros), Triticum durum, ou de millet est aussi cultivé mais à titre complémentaire.
L'orge fut également cultivée par les Numides dans la région de Carthage, qui a servi à ravitailler le monde grec, puis par les Romains, en alternance avec le blé. L'assolement biennal oblige à laisser reposer la terre une année sur deux, affaiblissant le rendement, même si celui de l'orge est réputé plus élevé que celui du blé. Le millet, considéré par les Grecs comme barbare, est cultivé en Thrace, en Bithynie et sur les rives de la mer Noire. Il se distingue par sa capacité à croître rapidement sur des sols encore plus secs que ceux adaptés à l'orge.

### Carthage grenier à blé de Rome
Chez les Romains, Cérès, fille de Saturne, apprit aux hommes à cultiver la terre, semer, récolter le blé et en faire du pain, ce qui en a fait la déesse de l'agriculture.
Après la destruction de Carthage Rome institue la Province d'Afrique ; le plein développement des champs de blé au service du ravitaillement de Rome, appelé l'annone, attend l'année -47 lorsque Jules César fonde la colonia Julia Carthago. La prospérité céréalière survivra au sac de Rome en 410 voire à la création du Royaume vandale en 429.
L'Afrique fut avec l'Égypte, la Sicile et la Sardaigne, un des greniers à blé de Rome, après avoir exporté aussi sa production vers la Numidie et l'Orient hellénistique. Les routes aboutissaient aux grands ports : Carthage, Utique et pour la Numidie, Hippone. Syracuse, la vallée de la Medjerda et la région de Dougga étaient particulièrement prospères, grâce à une culture mixte : blé et orge, assortis de légumes cultivés sous les oliviers, qui offraient l’avantage de fixer les sols fertiles en pente. La région est riche en vestiges de meules, de petits moulins constitués d'une base conique sur laquelle tournait un tambour (catillus en latin), ainsi que de multiples petites meules à rotation manuelle qui servaient à moudre de petites quantités de grain. De multiples inscriptions, telles que la Lex Hadrianea et celles de Numlili (site voisin de Dougga) et de Teboursouk (Thubursicu Bure) et les grands domaines impériaux attestent de l’active céréaliculture.

### Riz en Asie
Le riz devient la principale céréale en Chine et en Asie du Sud-Est puis s'étend vers l’ouest, en Inde et en Perse. On y cultive aussi le blé à partir de -2700. Les Grecs le découvrent lors des expéditions d'Alexandre le Grand en Perse, mais il est connu en Mésopotamie avant ces expéditions. Les Romains ne l'utilisent que pour ses propriétés médicinales, contre les coliques et les dysenteries, mais ne le cultivent pas.